# 小行星3687
小行星3687（3687 Dzus）是一颗绕太阳运转的小行星，为主小行星带小行星。该小行星于1908年10月7日发现。

## 轨道参数
小行星3687的轨道半长轴为2.7290710 UA，离心率为0.197。